# Телевизионный фестиваль в Монте-Карло
Телевизионный фестиваль в Монте-Карло (англ. Monte-Carlo TV Festival) — международный фестиваль и конкурс телевизионных передач. Основан в 1961 году, проходит в Монте-Карло, Монако.

## История
Фестиваль учреждён в 1961 году князем Ренье III для «поощрения новых видов искусств, ради мира и взаимопонимания между людьми». В 1988 году князь Монако Альбер II стал Почётным президентом фестиваля.
Лауреаты награждаются статуэткой «Золотой Нимфы» — копией «Нимфы Салмакиды» французского скульптора Франсуа Жозефа Бозио, оригинал произведения хранится в Лувре, Париж.
В настоящее время мероприятия фестиваля проводятся в Гримальди-форуме.

## Награды
Телевизионные фильмы
- Лучший телефильм
- Лучший режиссёр
- Выдающийся актёр
- Выдающаяся актриса

Мини-сериалы
- Лучший мини-сериал
- Выдающийся актёр
- Выдающаяся актриса

Новости
- Лучшая новостная передача (2 победителя)
- Лучший новостной выпуск
- Лучшая ночная новостная программа

Драматические и комедийные телесериалы
- Выдающийся международный продюсер
- Выдающийся европейский продюсер
- Выдающийся актёр
- Выдающаяся актриса

Международная аудитория
Приз вручается на основе численности аудитории у телесериала на пяти континентах.
- Лучший драматический телесериал
- Лучший комедийный телесериал
- Лучшая мыльная опера

Специальные призы
- Специальный приз князя Ренье III
- Премия Монакского Красного Креста
- Премия Международного комитета Красного Креста
- Премия AMADE, под патронажем ЮНЕСКО
- Премия Международной католической организации
- Международный Гран-при для авторов документальных передач